# The Right of Way
The Right of Way er en amerikansk stumfilm fra 1915 af John W. Noble.

## Medvirkende
- William Faversham som Charlie Steele.
- Jane Grey som Rosalie.
- Edward Brennan som Joe Portugaise.
- Henri Bergman som Trudel.
- Harold De Becker som Billy Wantage.